# Michiel Wienese
Michiel Willem Jan Wienese (Amsterdam, 4 mei 1979) is een Nederlandse langebaanschaatser met een voorkeur voor de 1000, 1500 en 3000 meter. Als enig kind van Jan Wienese, die in Mexico in de skiff in 1968 olympisch goud behaalde, groeide Michiel op met topsport.
Na enkele omwegen via een studie aan de TU Delft, waar Wienese civiel technisch ingenieur werd, en de Erasmus Universiteit, waar hij bedrijfseconoom werd, studeerde Wienese af in de marketing. 
Vanaf moment van afstuderen marketing, 2007, zette Wienese zich in om voor talentvolle schaatsers sponsoren te zoeken met als hoger doel een eigen commercieel schaatsploeg. In 2008 lukte het oprichten van zijn eigen commercieel schaatsteam met de partijen 1nP en Engenius, een team waar Maarten Hitman en al gauw ook Irene Schouten deel van uitmaakten en de jaren erop ook Hein Otterspeer en Arjen van der Kieft in blauw-witte pakken. Het niveau was minimaal NK-niveau, maar men groeide al gauw door met coach Rutger Tijssen (coach team 1nP 2011) en Johan de Wit (coach team 1nP 2012) tot WK top 10-niveau met enkele rijders. Over het team werd ook een speciale documentaire gemaakt door Beau van Erven Dorens in het programma Beaus wereld waar Wienese Beau beloofde in een achtweekse privéschaatscursus een 5000m op Thialf NK-ijs te laten rijden. Beau reed deze 5000m tegen Bram Smallenbroek als stunt om te laten zien hoe veel moeite trainen naar de top kost.
Na de schaatskunsten van toptalenten te hebben beschouwd en na het stoppen van team 1nP in maart 2012 concentreerde Michiel Wienese zich op zijn eigen schaatscarrière. Echt mondiaal opvallen deed Wienese pas in januari 2017 in Inzell, waar hij zilver won op het WK Sprint achter veelvoudig wereldkampioen Bart Seffinga (NED) in categorie H35. In januari 2018 volgde het goud van de WK Masters Allround op de buitenbaan van Baselga di Pine. waar Wienese de strijd nipt won na vier afstanden tegen de Noor Odd Langegard
Na winst bij het WK Masters Allround lonkte er nog één overtreffende trap: de Winter World Master Games welke in die periode nog minder bekend waren en slechts 1 editie met schaatsen (Québec, 2015) hadden gekend. Het is het allergrootste multi-wintersportevenement ter wereld en vindt iedere vier jaar plaats, waardoor het de ambiance heeft van de Olympische Winterspelen. Die erkenning kreeg het toernooi ook van het IOC, dat middels entiteit IMGA haar support voor deze spelen heeft gegeven. Wienese reisde voor deze games naar Innsbruck in januari 2020, waar hij zegevierde op de 3000m tegen de Fries Johannes de Groot. Op de 1500m was er zilver en op de 500 en 1000m brons voor Wienese.
Sinds 2020 houdt hij zich actief bezig met promoten van het veteranen-/mastercircuit, waar sindsdien vele publicaties uit voortkwamen doordat de internationale sporttrend "Sports for Life" groeiende is internationaal. De promotie van deze trend gaat voor Wienese veel verder dan alleen het schaatsen, omdat het er op lijkt dat überhaupt topsport voor de oudere sporter (30+) niet de kansen krijgt die het zou moeten verdienen en bij overwinning in jouw leeftijdsgroep niet de erkenning krijgt van sportbonden die er hoort bij zegevieren op mondiaal niveau.
In 2024 was hij zelf benoemd chef de Mission voor de Winter World Master Games (WWMG) in Italië. Daar hielp hij met het in goede banen leiden van een equipe van bijna 80 Nederlanders en waar Nederland 178 medailles wist te winnen verspreid over leeftijden van 30-85 jaar in het shorttrack en de langebaan. Naast de rol als schaatser bekleedde Wienese dus een dubbelrol bij deze 'Lombardia Games' welke qua organisatie een warming-up zijn voor de Milano-Cortina Games van 2026. Met deze hoeveelheid medailles waren dat de beste Internationale Winterspelen tot dusver voor Nederland niet alleen in absolute betekenis maar ook percentueel.
Het mogen starten van Master schaatsers op de WK's en officieuze OS in echte Nederlandse equipekleding is een initiatief dat Wienese in 2023 met de KNSB wist overeen te komen en een blijk van erkenning dat men op die toernooien ook voor diens land uitkomt.
De Winter World Master Games (WWMG) zijn erkende officieuze olympische spelen voor Masters, erkend door het IOC middels het instituut IMGA (International Master Games Association). Dit is zichtbaar middels verschillende uitingen, zoals vaak op de lintjes van de medailles Winter World Master Games en door opname van films van de openingsceremonie zoals van WWMG2020 te Innsbruck.
Op 12 december 2024 werd duidelijk dat Wienese zich in blijft zetten voor de zichtbaarheid van de sportkampioenen bij de Masters omdat zij een voorbeeldfunctie vervullen richting een brede achterban. Zelf richt hij zijn pijlen op een 3e officieuze Olympische Spelen der masters in Lahti Finland 2028.  In juni 2025 blijkt dat Michiel Wienese het heeft weten te realiseren dat het IOC voor het eerst de uitslagen van de World Masters Games heeft gepubliceerd in zijn officiële bibliotheek. Tevens blijkt dat de campagne van Michiel Wienese en zijn collega's om Nederlandse atleten naar de World Masters Games te Taiwan (zomerspelen mei 2025) te krijgen geslaagd is. 
Op de sprint won Wienese in 2024 het WK Masters Sprint en prolongeerde deze titel eind februari 2025 te Milwaukee

## Medaillespiegel
| Kampioenschap                                                | Goud | Zilver | Brons |
| ------------------------------------------------------------ | ---- | ------ | ----- |
| Officieuze Olympische Spelen Masters (WWMG2020 en WWMG 2024) | 2    | 4      | 2     |
| WK Masters Allround                                          | 1    | 0      | 1     |
| WK Masters Sprint                                            | 2    | 0      | 0     |
| NK Masters Afstanden                                         | 0    | 3      | 9     |
| NK Masters Allround Eindklassement                           | 0    | 1      | 2     |

## Persoonlijke records
| Afstand     | Tijd     | Datum            | Baan       |
| ----------- | -------- | ---------------- | ---------- |
| 500 meter   | 39,40    | 9 augustus 2003  | Calgary    |
| 1000 meter  | 1.16,32  | 16 maart 2007    | Calgary    |
| 1500 meter  | 1.57,24  | 15 maart 2007    | Calgary    |
| 3000 meter  | 4.04,06  | 13 maart 2007    | Calgary    |
| 5000 meter  | 7.13,77  | 15 maart 2007    | Calgary    |
| 10000 meter | 15.12,24 | 23 februari 2007 | Heerenveen |

## Medaillebeschrijving
- WK Sprint Masters H35 in 2017 te Inzell: zilver
- WK Masters Allround H35 in 2018 te Baselga di Pine: goud
- Officieuze Olympische Spelen voor Masters 2020 te Innsbruck (WWMG): goud 3000 m, zilver 1500 m, brons 1000 m en brons 500 m
- WK Masters Allround H40 in 2020 te Collalbo: brons
- Nederlands kampioenschap Allround 2023 te Breda: zilver
- Officieuze Olympische Spelen voor Masters 2024 te Baselga di Pine (WWMG): goud 500 m, zilver 1000 m, zilver 1500m, zilver 3000 m
- WK Masters Sprint H45 in januari 2024 te Baselga di Pine:  Goud
- WK Masters Sprint H45 in februari 2024 te Milwaukee:  Goud

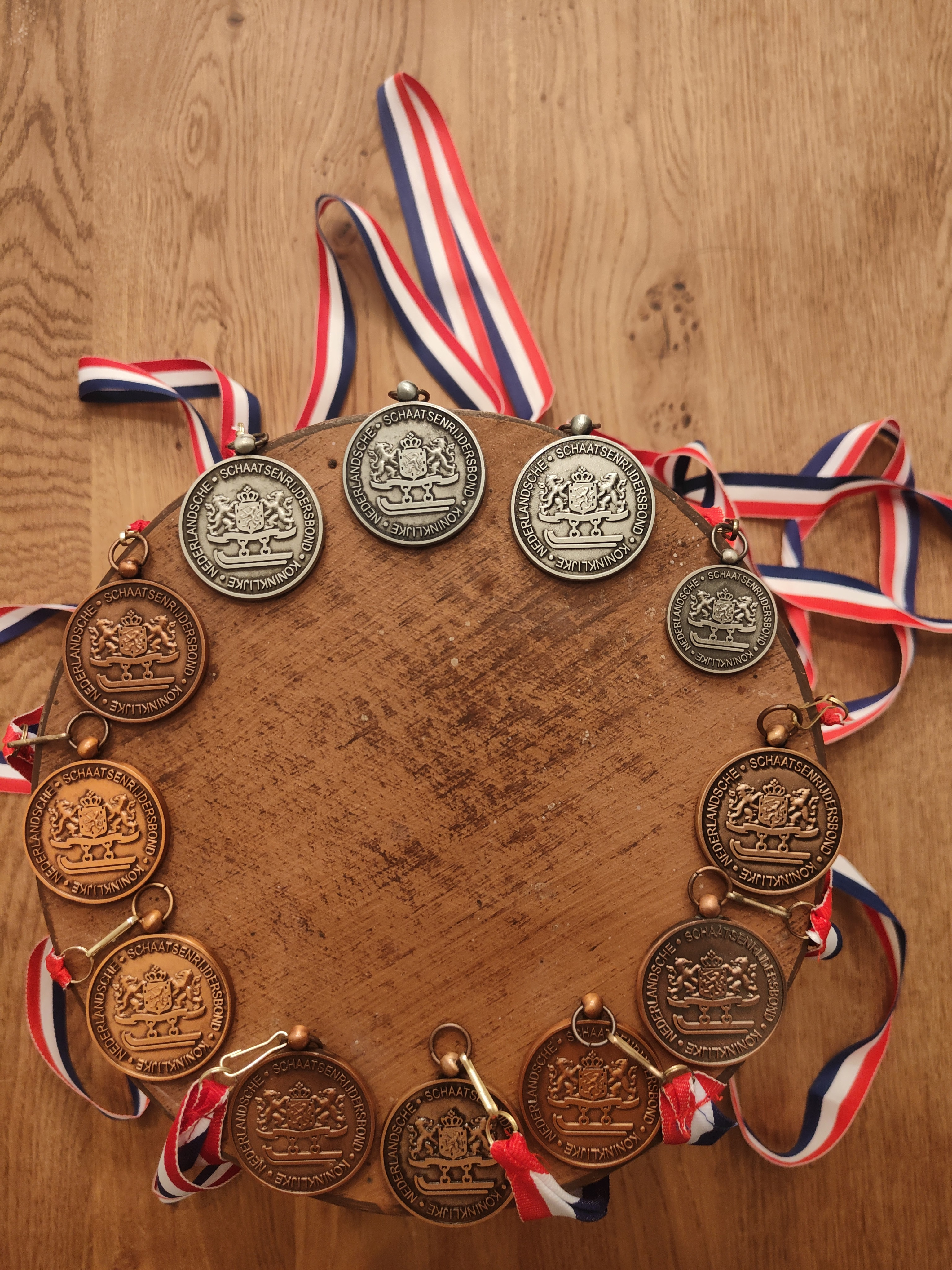
NK Medailles Wienese

## Privé
Wienese groeide op in het dorpje Neck/Wijdewormer en is enig kind van Jan Wienese en Marianne van Roode. In zijn middelbareschooltijd ging hij naar het gymnasium op het Jan van Egmond College te Purmerend. Hij verhuisde op zijn 18e naar Delft om aan de TU Delft Civiele Techniek te studeren, maakte een omzwerving naar Parijs in 2005-2007 en kwam vanaf 2013 in regio Zaanstad te wonen. Wienese is naast zijn schaatscarrière vanaf 2003 werkzaam als projectmanager in civiele techniek en bouw, waarbij hij werkte aan projecten als de 2e Coentunnel, Hoekse Lijn (metrolijn van Rotterdam naar Hoek van Holland) en meerdere energiecentrales zoals de Vattenfall Amsterdam South- Connection.   
Hij heeft een gezin met 2 zoons Kai en Steef en vriendin Roosmarijn. Zijn tante Jetty Wienese, oudste zus van Jan Wienese was een tennisspeelster en werd in 1961 Nederlands kampioene tennis. Haar kleinzoon, Michiels achterneef is Tony Parker, basketballegende voor Frankrijk. In 2008 ontmoetten de twee elkaar in het Palais de Coubertin te Parijs voor het EK basketbal, waar Tony voor Frankrijk uitkwam. Vanaf dat moment motiveerde Tony zijn achterneef om te blijven geloven in een hoger (sport)doel ook al zegt een omgeving dat jouw plafond is bereikt. Dit was voor Michiel Wienese een meer motiverende gedachte dan het oude denken zoals zijn vader uitdroeg, namelijk dat natuurtalent al bij geboorte bepaald is en slechts enkelen gegeven is.  
Het nieuwe sportieve denken is volgens Michiel Wienese gezonder voor individu en maatschappij, maar hierin zal het hele denken en met name ook waarderen van de Sportwereld op de schop moeten. De stappen zoals het groter maken van de (Winter)World Master Games kunnen gezien worden als wervelkolom voor dit nieuwe systeem waarin men vergelijkt op basis van leeftijdsprestatie in plaata van puur op absolute prestatie. Wienese ziet het als 1 van zijn levensmissies deze transitie in gang te houden en te versnellen.   
In augustus 2024 werd er een tv-reportage door NLRoei en NOS gemaakt van Jan Wienese en Michiel Wienese. Daarin werden de skiff-finales mannen en vrouwen gevolgd van de Olympische Spelen te Parijs en de manier waarop Jan Wienese denkt dat hij opvolging gaat vinden na 60 jaar eenzaam aan de top te hebben gestaan bij de Nederlandse mannen in de skiff.
In november 2024 maakte het Fonds Gehandicaptensport Nederland bekend dat Michiel Wienese zich ook voor de zomereditie van de World Masters Games opwerpt als kartrekker voor de Nederlandse delegatie , editie Taiwan 2025 en dat gezien het hoge aantal para disciplines (9) de Nederlandse sporters met handicap niet mogen ontbreken.